# Hemicloeina gayndah
Hemicloeina gayndah is een spinnensoort uit de familie Trochanteriidae. De soort komt voor in Queensland.